# لويس فان
لويس فان (بالصينية: 樊少皇) هو ممثل صيني، ولد في 19 يونيو 1973 بهونغ كونغ في الصين.

## أعمال

### أفلام
- (2008) ييب مان
- ولادة الأسطورة ييب مان

## وصلات خارجية
- لويس فان على موقع IMDb (الإنجليزية)
- لويس فان على موقع أول موفي (الإنجليزية)
- لويس فان على موقع قاعدة بيانات الفيلم (الإنجليزية)